# 平安乡 (岳池县)
平安乡，是中华人民共和国四川省广安市岳池县曾经下辖的一个乡。2019年12月，撤销平安乡，将其所属行政区域划归酉溪镇管辖。

## 行政区划
平安乡撤销前下辖以下地区：
黑水河村、平安寺村、李家坪村、长沟店村、二圣庙村、猫儿洞村、柳树湾村、老山村和林场村。